# Ardisia poranthera
Ardisia poranthera là một loài thực vật có hoa trong họ Anh thảo. Loài này được F.Muell. & C.Moore mô tả khoa học đầu tiên năm 1886.